# Montebello Ionico

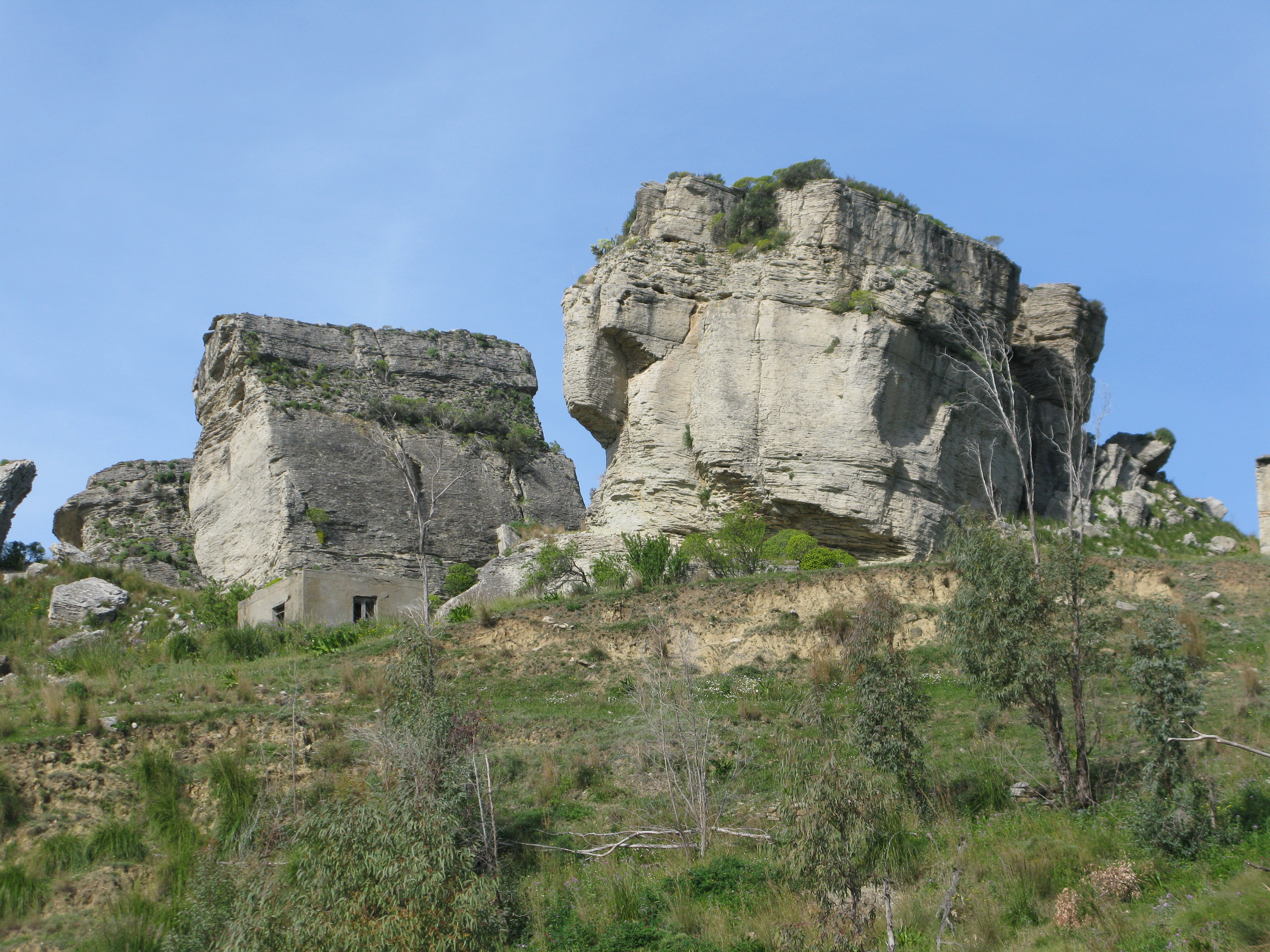
Rocche di Prastarà

Montebello Ionico ist eine süditalienische Gemeinde (comune) mit 5575 Einwohnern (Stand 31. Dezember 2023) in der Metropolitanstadt Reggio Calabria in Kalabrien. Die Gemeinde liegt etwa 17 Kilometer südöstlich von Reggio Calabria und mit ihrem Ortsteil Masella e Saline Joniche unmittelbar am Mittelmeer. Montebello Ionico gehört zur Comunità Montana Versante dello Stretto.

## Verkehr
Durch die Gemeinde führt die Strada Statale 106 Jonica, die zugleich als Europastraße 90 beschildert ist. In der Ortschaft Saline befindet sich auch der Bahnhof der Gemeinde auf der Grenze zur Nachbargemeinde Melito di Porto Salvo.